# كريستوف غريغر
كريستوف غريغر (بالألمانية: Christoph Greger)‏ هو لاعب كرة قدم ألماني في مركز الدفاع، ولد في 14 يناير 1997 في ميونخ في ألمانيا. لعب مع نادي أونترهاخينغ.

## وصلات خارجية
- كريستوف غريغر على موقع قاعدة بيانات كرة القدم.إي يو (الإنجليزية)
- كريستوف غريغر على موقع عالم كرة القدم.نت (الإنجليزية)